# Koza domowa

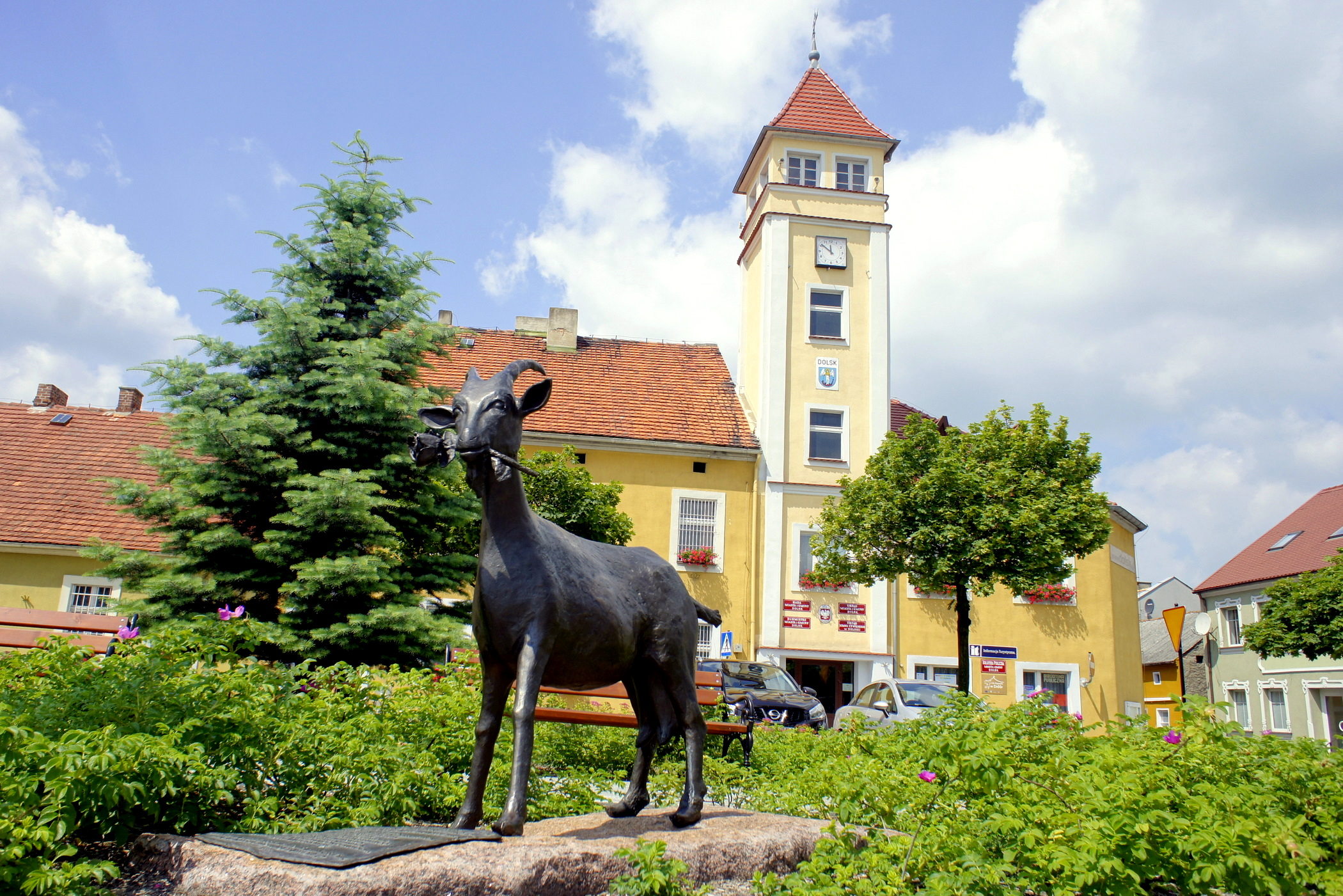
Rzeźba przed ratuszem w Dolsku

Koza domowa (Capra hircus) – ssak z rodziny wołowatych (Bovidae), udomowiona forma dzikich kóz żyjących w Azji około 10–8 tysięcy lat temu. W obrębie gatunku istnieje ponad 300 odrębnych ras. Kozy są jednym z najstarszych udomowionych gatunków i były hodowane dla mleka, mięsa, sierści i skór na całym świecie. Za protoplastów większości ras kóz domowych uważa się kozę bezoarową, markura śruborogiego i koziorożca alpejskiego. Według Organizacji Narodów Zjednoczonych do spraw Wyżywienia i Rolnictwa, w 2013 roku na całym świecie żyło ponad miliard kóz.

## Pochodzenie i udomowienie
Badania genetyczne współczesnych kóz ujawniają, że choć zostały one oswojone równolegle w kilku częściach świata, to geny pionierów zmieszały się w całej populacji. Występuje bardzo bliskie pokrewieństwo pomiędzy kozami a owcami, zwierzęta te są trudne do rozróżnienia na pierwszy rzut oka. Najbardziej różniącą je cechą jest podniesiony ogon u kóz. Formą pośrednią pomiędzy między nimi jest rodzaj Ammotragus, reprezentowany przez owcę arui (Ammotragus lervia). Gatunek ten upodabnia do owcy brak brody, do kóz natomiast brak gruczołów przyocznych. Do podobnie blisko spokrewnionych z kozami i owcami zwierząt zaliczyć można występującego w Himalajach nachura, nazywanego niebieską owcą, oraz również żyjącego w Himalajach, a ponadto w południowej części Półwyspu Indyjskiego i południowo-wschodniej części Półwyspu Arabskiego – tara. Badania mitochondrialnego DNA wykazały, że kozy oswojono w regionie Bliskiego Wschodu pokrywającego obecne tereny Turcji i Iraku, potomkowie tej gałęzi rodu dominują aktualnie w Europie i Afryce. Inna rasa kozła została odnaleziona na terenie Indii, w Mongolii i na południowo-wschodniej części Azji. Pochodzi ona od kozy oswojonej około 9000 lat temu na obszarze Pakistanu zwanego Beludżystanem w dolinie Indusu.
Udomowienie kóz miało miejsce ok. 11 tys. lat temu na terenie „żyznego półksiężyca”. Na obszarze dzisiejszego Iranu, Iraku, Turcji i Palestyny istnieją dobrze zachowane znaleziska świadczące, że już w 8–7 tysiącleciu p.n.e. kozy utrzymywano jako zwierzęta udomowione. Wczesne ślady udomowienia kóz w Europie pochodzą z wykopalisk osadnictwa palafitowego w Szwajcarii, datuje się je na okres z przedziału od 4500–4000 lat p.n.e. Pewniejszymi niż ślady wykopaliskowe są ryty oraz malowidła skalne znalezione w jaskiniach m.in. we Francji i Hiszpanii. W krajach Azji zachodniej 2000 lat p.n.e. kóz używano najczęściej jako zwierząt ofiarnych, stąd także można doszukiwać się korzeni powiedzenia „kozioł ofiarny”, występującego w codziennej mowie. W rozpowszechnieniu kóz w Europie dużą rolę odegrały wędrówki ludów m.in. Celtów oraz Germanów przemieszczających się na zachód i wiodących ze sobą całe stada, które dały początek chowu tych zwierząt w krajach środkowo- i zachodnioeuropejskich.

## Typy użytkowe

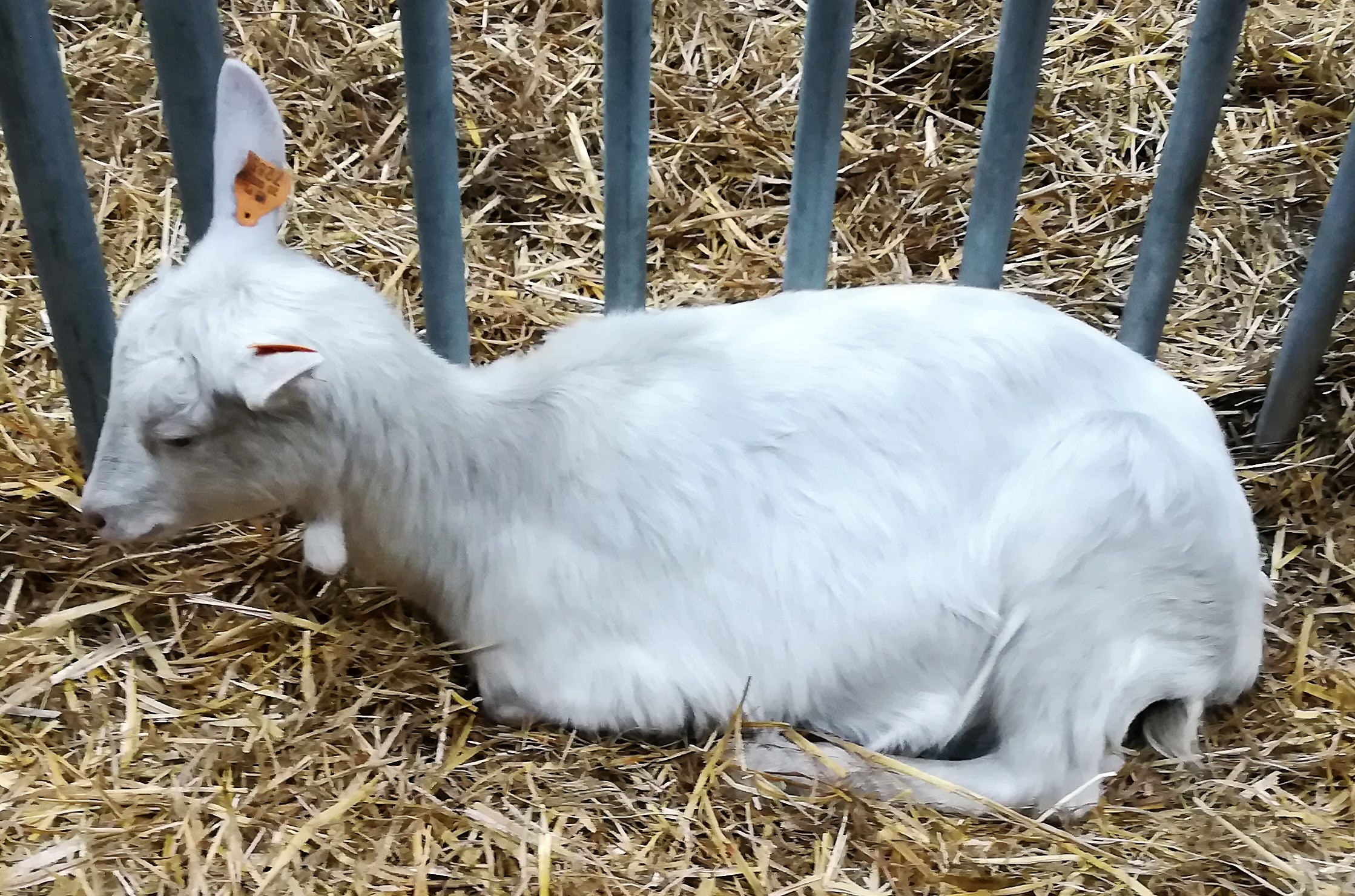
Koźlę z Polski

Zróżnicowane zapotrzebowanie na produkty i surowce oraz czynniki klimatyczne doprowadziły do wyodrębnienia kilku typów użytkowych kóz:
- Typ użytkowy mleczny – kozy tego typu obdarzone są żywym temperamentem i mają twardą konstytucję. Jest to najbardziej popularny typ użytkowy w krajach o wysokiej kulturze rolniczej i bogatych zasobach paszowych. Budowa ciała tych kóz charakteryzuje się dużym wzrostem (kozły do 100 cm w kłębie i ponad 120 kg masy ciała) oraz dobrze rozwiniętym wymieniem, co z kolei warunkuje wysoką wydajność mleczną na poziomie 2000 kg mleka w laktacji.
- Typ użytkowy mięsny – występują tutaj grupy szlachetnych ras użytkowanych w kierunku mięsnym. Ich umaszczenie zazwyczaj jest brunatne lub czarne. Zaliczane są do ras dużych, ich wysokość w kłębie wynosi 75–90 cm dla kozłów oraz 70–80 cm dla kóz. Masa ciała kozłów waha się w granicach 85–95 kg natomiast u kóz 60–70 kg. Zwierzęta te po odpowiednim opasie osiągają wydajność rzeźną 55–62%. Dobrze żywione dają stosunkowo dużo mleka – 1000–2000 kg w 10-miesięcznej laktacji.
- Typ użytkowy wełnisty – ten typ reprezentują tylko dwie rasy. Mają one drobną budowę ciała, wysokość w kłębie nie przekracza 60 cm, a masa ciała 65 kg. Plenność tych ras jest niska (100–110%). Ich wspólną cechą jest wełnistość związana z tym, że ich ciało pokryte jest wełną (nie sierścią jak w przypadku innych kóz). Długość włosów pokrywowych wynosi 20–25 cm.
- Typ użytkowy puchowy – do tego typu należą trzy rasy. Wymiary ciała kóz i kozłów są mniejsze niż u innych ras. Biała barwa puchu, jakim są one pokryte, sprzyja farbowaniu wyrobów (np. kaszmirskich szali). Roczna wydajność puchu wynosi 200–1200 g.
- Typ wszechstronnie użytkowy – jest wiele ras klasyfikowanych do tego typu, dlatego też występuje duże zróżnicowanie cech morfologicznych i użytkowych. Jednakże w większości przypadków są to rasy o zasięgu lokalnym, doskonale przystosowane do miejscowych warunków utrzymania i żywienia. Zwykle są hodowane dla mleka (wydajność mleczna 150–500 kg mleka w laktacji) oraz na mięso (masa ciała niektórych kozłów dochodzi do 90 kg).

## Rasy kóz
- Typ mleczny: jamnapari, koza saaneńska, koza toggenburska, alpejska francuska, koza poitouska, alpejska brytyjska, koza saaneńska brytyjska, koza toggenburska brytyjska, koza złota gernsejska, koza angielska guernsey, koza appencelska, koza biała szlachetna niemiecka, koza barwna szlachetna niemiecka, koza turyńska leśna, koza maltańska, la mancha, koza megrelska, murciana-granadina, koza biała celtiberyjska, koza kanaryjska, koza malaguena
- Typ mięsny: koza burska, koza afrykańska karłowata, pygmy
- Typ wełnisty: koza angorska, koza radziecka wełnista
- Typ puchowy: koza kaszmirska, koza przydońska, koza orenburska
- Typ wszechstronnie użytkowy: koza anglo-nubijska, koza turyńska leśna, koza syryjska, koza karpacka, koza biała uszlachetniona, koza barwna uszlachetniona, koza małaszewska

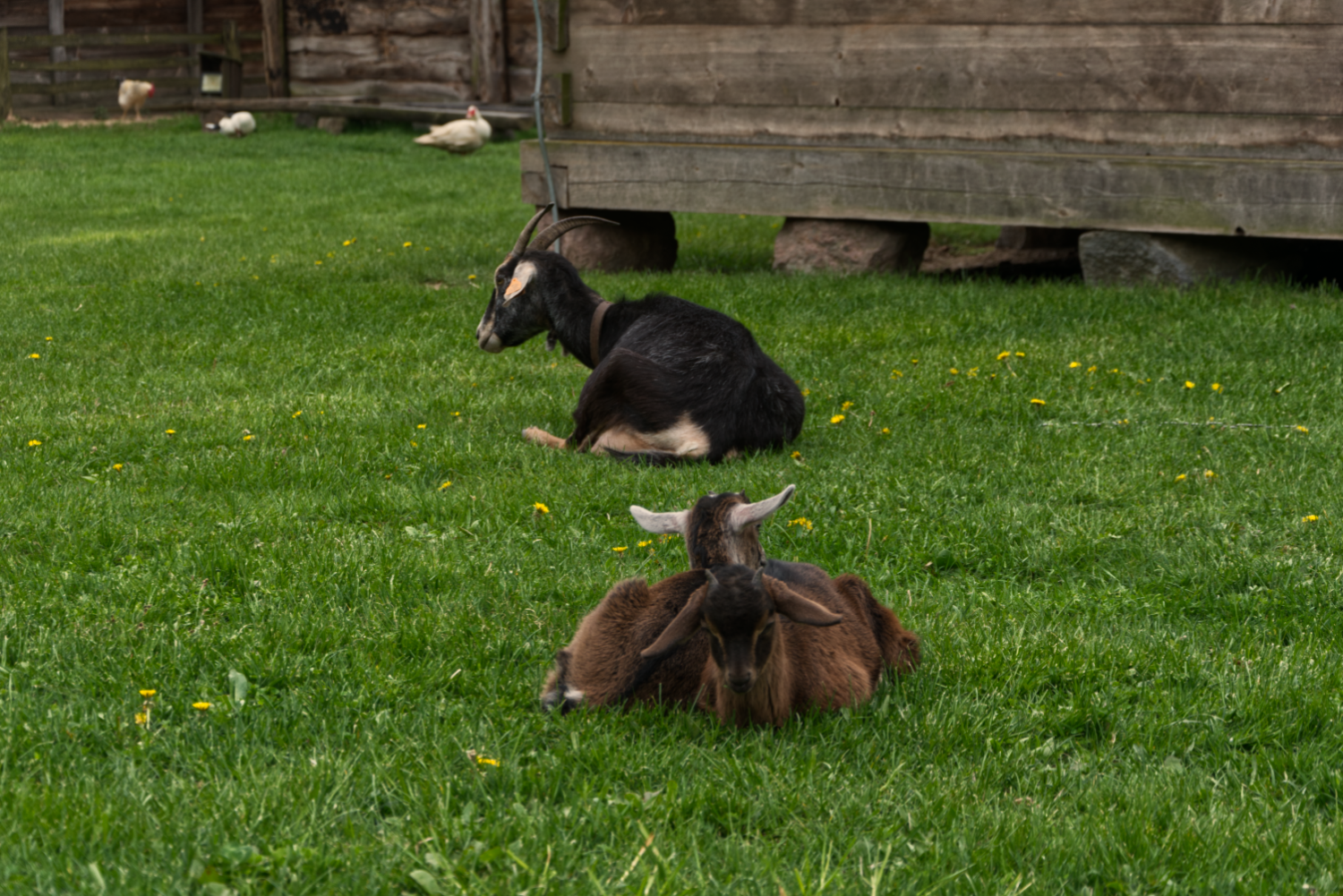
Kozy w Muzeum Wsi Mazowieckiej w Sierpcu

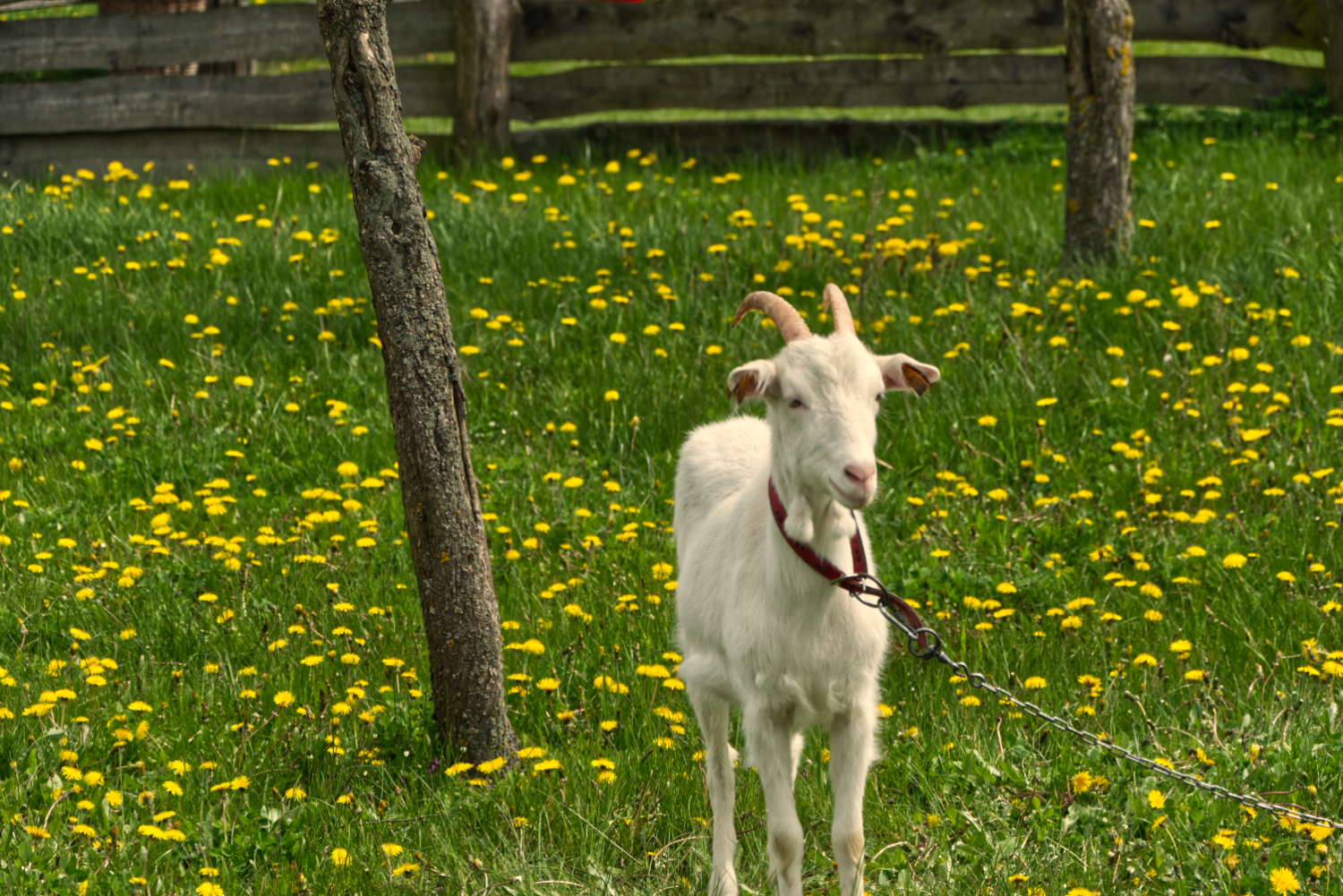
Koza w Muzeum Wsi Mazowieckiej w Sierpcu

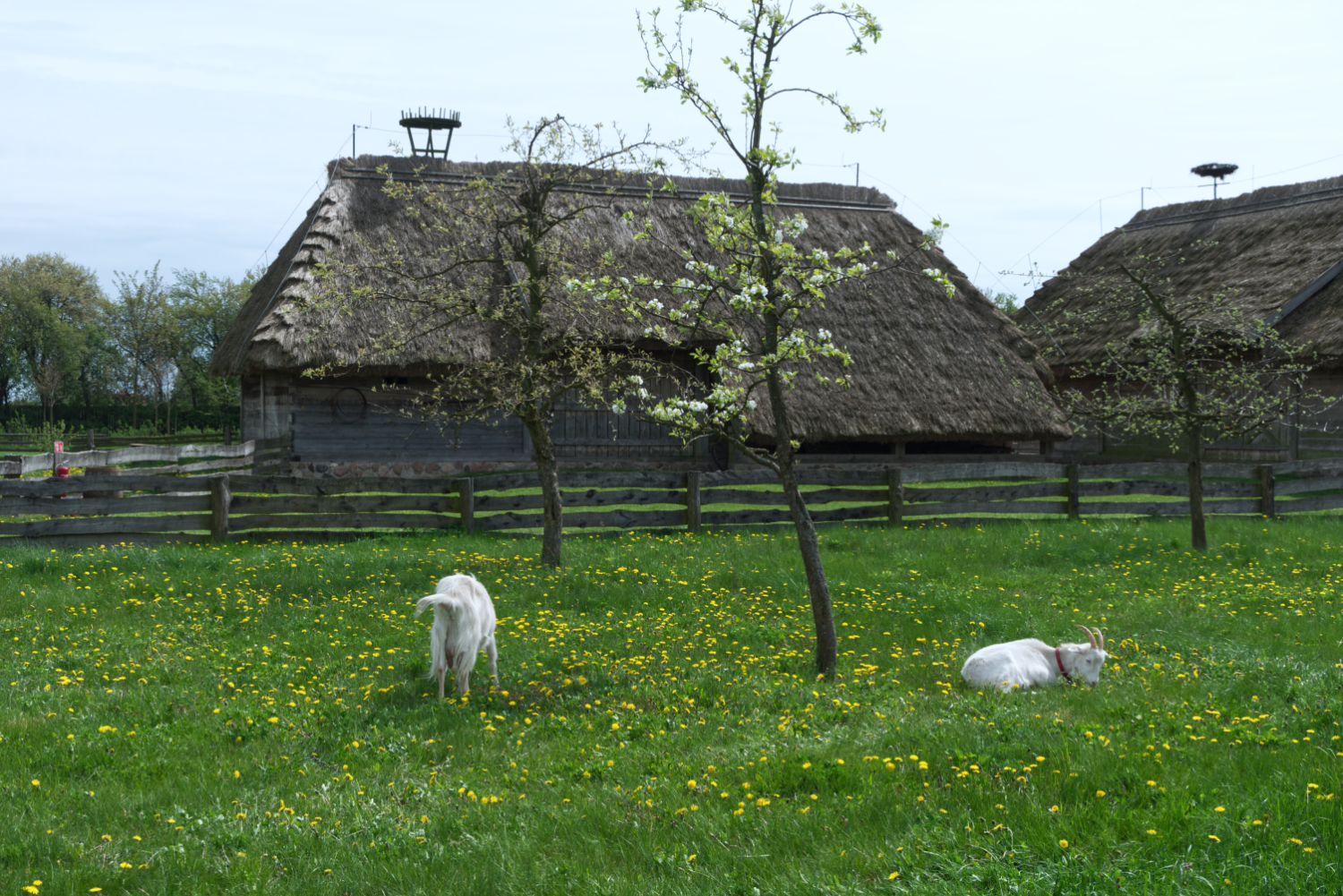
Kozy w Muzeum Wsi Mazowieckiej w Sierpcu

## Rodzaje umaszczenia
Umaszczenie kóz jest cechą rasową, choć u wielu ras występuje kilka rodzajów umaszczeń. Cechą charakterystyczną podawaną przy opisie umaszczenia jest rodzaj włosa – długi i krótki oraz występujące czasem specyficzne rozmieszczenie włosów długich np. w okolicach zadu, podbrzusza czy przedpiersia.
- Umaszczenie jednolite:
  - białe, u ras: saaneńskiej, białej szlachetnej niemieckiej, białej uszlachetnionej, karpackiej, angorskiej
  - czarne, u ras: bengalskiej, nubijskiej, alpejskiej brytyjskiej
  - czerwone, u ras: damasceńskiej, malaguena, kanaryjskiej
  - brunatne, u rasy: toggenburskiej
  - brązowe, u ras: alpejskiej francuskiej, poitouskiej, turyńskiej leśnej
  - sarnie (płowe, beżowe), u rasy szlachetnej niemieckiej
- Umaszczenia złożone:
  - pstre czarno-białe i brązowo-białe, u ras: maltańskiej, anglonubijskiej
  - łaciate wielobarwne, u ras: kaszmirskiej, przydońskiej, megrelskiej, pygmy

Dodatkowo wśród umaszczeń może występować tzw. borsucza głowa (po obu stronach ciemno umaszczonej twarzy występują białe strzałki szerokości ok. 2 cm, pyszczek białej barwy)

## Budowa (terminologiazootechniczna)
Głowa:
- czoło, uszy, oczy, nos, grzbiet nosa, pyszczek, policzki, broda.

Szyja:
- kark, podgardle, bok szyi, kolczyki (dzwonki).

Tułów:
- Przód tułowia:
  - kłąb, łopatki, ramię, piersi, pachy.
- Środek tułowia (łącznik):
  - grzbiet, lędźwie, ożebrowanie klatki piersiowej, mostek, brzuch, podbrzusze, słabizna, wymię (u kóz) / worek mosznowy (u kozłów).
- Zad:
  - krzyż, zewnętrzne guzy biodrowe, uda, kulsze, pośladki, ogon.

Nogi:
- Noga przednia:
  - podramię (napiąstek, przedramię), nadpęcie, staw pęcinowy, pęcina, racice, raciczki.
- Noga tylna:
  - podudzie, staw skokowy, nadpęcie, staw pęcinowy, pęcina, racice, raciczki.

## Kultura i religia
Ze względu na swoje duże znaczenie użytkowe, dostarczające mleka, mięsa oraz skór, kozy były niezwykle cenione, co znalazło odbicie w wielu starożytnych wierzeniach i kultach. W mitologii greckiej koza Amaltea na Krecie wykarmiła Zeusa, który później z wdzięczności uczynił jej róg „rogiem obfitości”. Tarczę bogini Ateny przedstawiano jako pokrytą kozią skórą. Dionizje, święta które dały początek tragedii greckiej, prowadzone były w przebraniach z kozich skór. Słowo tragedia w dosłownym tłumaczeniu oznacza „pieśń kozła”. Śladów tych zwierząt doszukać się można także w wierzeniach nordyckich, gdzie bóg Thor jeździł zaprzęgiem z dwoma czarnymi kozłami.
Na temat chowu kóz wypowiadało się wielu autorów starożytnych. Wypowiedź Pliniusza Starszego mówi, że dzwoneczki wyrastające u szyi kóz są oznaką szlachetności ich rodzaju, a bezrożność świadczy o wysokiej wydajności mlecznej. Już wtedy mleko tych zwierząt było bardzo cenione.
Koza w hinduizmie stanowi symbol pramaterii (prakryti), stanowiącej substancję odrębną od ducha (purusza). Jako popularne zwierzę jest łączona z boginią Kali.

## Znane kozy
- Amalteja – koza, która miała opiekować się małym Zeusem w kreteńskiej grocie
- Dżali – postać literacka, kózka Cyganki Esmeraldy, występująca w powieści Wiktora Hugo Dzwonnik z Notre Dame
- Koziołek Matołek – postać stworzona przez Kornela Makuszyńskiego i Mariana Walentynowicza w jednej z pierwszych w Polsce historyjek obrazkowych dla dzieci